# Mortal Kombat II: Music from the Arcade Game Soundtrack
Mortal Kombat II: Music from the Arcade Game Soundtrack é um álbum de 1993, que contém as músicas dos jogos de arcade da Midway Games, Mortal Kombat e Mortal Kombat 2.
O álbum só podia ser comprado por encomenda, através de uma oferta limitada publicada na Tela de Demo da versão de Arcade do Mortal Kombat 2. Todas as músicas foram compostas e executadas por Dan Forden.

## Faixas
| N.º            | Título                                                               | Jogo Original   | Duração |  |
| 1.             | "Prologue: The Battlefield" (Uma mistura de várias músicas do jogo.) | Mortal Kombat 2 | 2:27    |  |
| 2.             | "The Dead Pool" (Música da arena The Dead Pool.)                     | Mortal Kombat 2 | 1:42    |  |
| 3.             | "The Screaming Forest" (Música da arena Living Forest.)              | Mortal Kombat 2 | 1:58    |  |
| 4.             | "The Armory" (Música da arena The Armory)                            | Mortal Kombat 2 | 1:48    |  |
| 5.             | "The Portal" (Música das arenas The Portal e Kahn's Arena.)          | Mortal Kombat 2 | 1:36    |  |
| 6.             | "Air Kombat" (Música da arena The Tower.)                            | Mortal Kombat 2 | 1:41    |  |
| 7.             | "WDYLMA" (Música da arena Kombat Tomb.)                              | Mortal Kombat 2 | 1:34    |  |
| 8.             | "Epilogue: Shao Kahn's Last Stand"                                   | Mortal Kombat 2 | 2:36    |  |
| 9.             | "MK II Death Jam"                                                    | Mortal Kombat 2 | 5:03    |  |
| 10.            | "MK II Audio Tour"                                                   | Mortal Kombat 2 | 7:23    |  |
| 11.            | "In the Beginning ..."                                               | Mortal Kombat   | 0:40    |  |
| 12.            | "The Courtyard" (A música de Game Over pode ser ouvida aos 33 seg.)  | Mortal Kombat   | 1:28    |  |
| 13.            | "The Temple Gate"                                                    | Mortal Kombat   | 1:00    |  |
| 14.            | "The Cavern"                                                         | Mortal Kombat   | 1:58    |  |
| 15.            | "The Bridge"                                                         | Mortal Kombat   | 1:02    |  |
| 16.            | "Goro and the Emperor" (Uma mistura de várias músicas do jogo.)      | Mortal Kombat   | 4:30    |  |
| 17.            | "Victory"                                                            | Mortal Kombat   | 1:13    |  |
| 18.            | "SCRLAHTS" (Usada ao vencer um Round contra Reptile.)                | Mortal Kombat   | 0:05    |  |
| Duração total: | Duração total:                                                       | Duração total:  | 38:44   |  |